# عبد العظيم السبتي
عبد العظيم السبتي عالم فلك عراقي من مواليد قلعة صالح، في العمارة عام 1945، حاصل على شهادة بكالوريوس من جامعة بغداد وشهادة ماجستير ثم الدكتوراه في العلوم الفلكية من جامعة مانشستر، في عقد السبعينات من القرن العشرين.
ترك الدكتور عبد العظيم العراق وهاجر إلى المملكة المتحدة في عقد التسعينيات من القرن العشرين، وفيها حصل على عضوية المجموعة المتقدمة لتطوير مشاريع الاتحاد الفلكي الدولي وعضوية المرصد الفضائي العالمي.
عاد إلى العراق في عام 2005 وأجرى اتصالات عديدة لمحاولة إحياء مرصد كورك في أربيل ولكن لم ينجح بشيء من ذلك، فعاد من جديد إلى لندن وهو حالياً يعمل في مرصد جامعة لندن.

## من أهم انجازاته
1. نال التكريم والتقدير من قبل منظمة الاتحاد الفلكي الدولي في واشنطن، بإطلاق اسمهِ على كويكب الأسترويد، الذي يدور بين كوكبي المريخ والمشتري؛ وذلك تثميناً لإنجازاته العلمية في مجال علم الفلك.[5]
2. مارس عبد العظيم مهنة التدريس في جامعة بغداد، كما أسهم في تقديم برنامج العلم للجميع مع الاستاذ كامل الدباغ.
3. شارك في تأسيس مشروع مبنى القبة الفلكية والمرصد الفلكي العراقي فوق قمة جبل كورك في محافظة أربيل، والذي لم يكتمل بسبب بدء الحرب العراقية الإيرانية وهو في مراحل البناء النهائية حيث انجز منهُ حوالي 80% من المشروع توقف العمل فيهِ بسبب الأعمال الحربية ومن ثم اصيب باضرار كبيرة من جرائها.[6][4]